# Lach en verdriet aan de Witte zee
Lach en verdriet aan de Witte Zee (Russisch: Смех и горе у Бела моря, Smech i gorje oe Bela morja) is een Sovjet/Russische tekenfilm. De film bestaat uit zeven verhalen en gaat over het leven en cultuur/folklore van de Pomoren, een Russische bevolkingsgroep uit het Russische Noorden die langs de kusten van de Witte Zee woont.
Alle verhalen, op een na, zijn gebaseerd op de sprookjes van de schrijvers Boris Sjergin en Stepan Pisachov. Deze schrijvers waren zelf afkomstig uit het Russische Noorden en waren derhalve goed vertrouwd met de oude Pomorenfolklore, waarop zij hun sprookjes baseerden. Het laatste verhaal, Ivan en Andrian, is gebaseerd op een waargebeurd voorval.

## Verhalen
Op een avond na het werk komen verschillende Pomoren in het huis van hun oudste kameraad samen om naar zijn verhalen te luisteren. Deze zegt dat er te veel onwaarheden over het land van Archangelsk verteld worden, daarom gaat hij nu de waarheid en niets dan de waarheid vertellen.

### Eeuwige ijsbergen (Вечны льдины, Versjny ldiny)
In dit verhaal wordt verteld hoe Pomoren "eeuwige ijsbergen" verkopen, die ze in plaats van boten gebruiken. In hun werk worden ze bijgestaan door de ijsberen.

### Over een beer (Про медведя, Pro medvedja)
In het Noorden mogen bruine beren de dorpen niet binnengaan, dit voorrecht is alleen voorbehouden aan de ijsberen. Een bruine beer vindt een zak meel waarmee hij zichzelf wit maakt en probeert het dorp alsnog binnen te sluipen.

### Bevroren liederen (Морожены песни, Morozjeny pesni)
In de winter wordt het heel koud in Pomorenland: min 200 of 300 graden is heel gewoon, en de verteller beweert zelfs één keer vorst van 500 graden onder nul meegemaakt te hebben. Daardoor bevriezen de woorden in de lucht en vallen ze op de grond. Een buitenlandse koopman koopt bevroren liederen op en stuurt deze naar het buitenland. In het buitenland worden de bevroren liederen in een theater ontdooid, en, hoewel buitenlanders geen Russisch berijpen, vinden ze deze Noordrussische liederen heel mooi.

### Toverring (Волшебное кольцо, Volsjebnoje koltso)
Arme dorpeling Ivan gaat naar de markt om zijn laatste spullen te verkopen om iets te eten te kopen. Maar in plaats van het eten koopt hij een poes, een hond en een slang, want hij is goedhartig en krijgt medelijden met deze dieren, die door hun eigenaar mishandeld worden. Later blijkt dat de slang geen gewone slang is, maar de dochter van de Slangentsaar. Als dank voor haar redding schenkt ze Ivan een toverring.

### Kwartelvrouw/Zaagvrouw (Перепилиха, Perepelicha)
Verhaal over een vrouw die zo hard kon schreeuwen, dat ze met haar stem bomen kon rooien. Daarom kreeg ze "kwartel" als bijnaam (een woordenspel, in het Russisch lijken woorden voor kwartel "perepel" en doorzagen "perepilit" op elkaar).

### Sinaasappel (Апельсин, Apelsin)
Verteller vertelt een "waargebeurd" voorval uit eigen leven. Op een dag laat hij een sinaasappel vallen in het water van de rivier Noordelijke Dvina. Uit deze sinaasappel komt een heuse sinaasappelboom gegroeid, die in het midden van de rivier komt te staan. Op deze boom groeit een enorme sinaasappel, waaruit men heel veel gewone sinaasappelen haalt. De schil blijft aan de boom, en tijdens de poolnacht geeft het licht. Zo kan men de hele winter lang sinaasappelen eten en van het "sinaasappellicht" genieten.

### Ivan en Andrian (Иван и Андреян, Ivan i Andrejan)
Het wordt laat en de verteller besluit een ernstiger verhaal te vertellen. Dit gaat over twee broers-zeelui. Op een van hun tochten door de Witte Zee besluiten ze op een klein rotseilandje te overnachten. 's Nachts breekt een grote storm los. Hun boot wordt de zee in gesleept en zinkt. De broers hebben nu geen hoop op redding. Om wachten op de dood dragelijker te maken besluiten ze op een houten plank hun verhaal in te kerven. Zo zullen mensen later weten hoe ze aan hun einde kwamen, en zouden hen kunnen herdenken. Ondertussen zingt thuis hun moeder een treurlied over haar verdwenen zonen. Beide broers sterven en het plankje blijft op het eilandje liggen.
"De dood zal niet alles nemen, alleen wat van haar is, zal ze nemen" - zo besluit de verteller zijn verhaal.

## Historische achtergrond
Het laatste verhaal is gebaseerd op een echt gebeurd voorval, dat in 1857 plaatsvond. Het plankje werd veel later gevonden. Boris Sjergin bezocht het eilandje in 1883. Toen was het plankje met inscriptie sterk verweerd, maar nog leesbaar. De tekst was als volgt:
Sjergin beschrijft zijn bezoek aan het eilandje van Ivan en Ondrejan in zijn boek Lange en korte verhalen (Повести и рассказы Povesti i rasskazy). Op de achterkant van het bord heeft Ivan genoteerd dat de jongere broer Ondrejan als eerste stierf, zes weken na de stranding op het eiland. Wanneer Ivan zelf stierf is niet bekend.
Andrian (zoals in de film) en Ondrejan (zoals op inscriptie) zijn varianten van diezelfde naam.